# Carson (North Dakota)
Carson er en amerikansk by og administrativt centrum for det amerikanske county Grant County i staten North Dakota. I 2000 havde byen et indbyggertal på 319.
46°25′15″N 101°34′01″V / 46.4208°N 101.5669°V